# Episodi di Roswell Conspiracies
| Nº | Titolo italiano                         | Titolo originale             | Prima TV Stati Uniti | Codice di produzione |
| -- | --------------------------------------- | ---------------------------- | -------------------- | -------------------- |
| 1  | L'esca - Prima parte                    | The Bait: Part 1             | 27 agosto 1999       | 101                  |
| 2  | L'esca - Seconda parte                  | The Bait: Part 2             | 27 agosto 1999       | 102                  |
| 3  | Missione in montagna                    | Mountain Retreat             | 27 agosto 1999       | 103                  |
| 4  | L'androide                              | Troubled Past                | 15 settembre 1999    | 104                  |
| 5  | Una residenza esclusiva                 | Peacemaker                   | 24 settembre 1999    | 105                  |
| 6  | La bomba degli yeti                     | Snowman's Chance             | 8 ottobre 1999       | 106                  |
| 7  | L'incidente                             | The Roswell Incident         | 15 ottobre 1999      | 107                  |
| 8  | Troppi misteri                          | Fusion Breed                 | 22 ottobre 1999      | 108                  |
| 9  | I minotauri                             | Bounty Wars                  | 29 ottobre 1999      | 109                  |
| 10 | Emergenza nella foresta pluviale        | Chupacabra                   | 5 novembre 1999      | 110                  |
| 11 | Conto alla rovescia                     | Countdown                    | 12 novembre 1999     | 111                  |
| 12 | La grande fuga                          | Vodun Rising                 | 19 novembre 1999     | 112                  |
| 13 | Il fuggitivo - Prima parte              | The Conduit: Part 1          | 26 novembre 1999     | 113                  |
| 14 | Il fuggitivo - Seconda parte            | The Conduit: Part 2          | 4 dicembre 1999      | 114                  |
| 15 | La regina delle banshee - Prima parte   | Queen of the Banshee: Part 1 | 11 dicembre 1999     | 115                  |
| 16 | La regina delle banshee - Seconda parte | Queen of the Banshee: Part 2 | 18 dicembre 1999     | 116                  |
| 17 | La riunione                             | The Partnership              | 25 dicembre 1999     | 117                  |
| 18 | Il cucciolo                             | The Cub                      | 1º gennaio 2000      | 118                  |
| 19 | Tutto è bene quel che finisce bene      | Amok Vampire                 | 5 febbraio 2000      | 123                  |
| 20 | La creatura del Sole                    | Spot                         | 4 marzo 2000         | 127                  |
| 21 | I giganti                               | When Giants Walked the Earth | 11 marzo 2000        | 128                  |
| 22 | Il disco volante                        | Flying Saucer Down           | 13 marzo 2000        | 119                  |
| 23 | La chiave antica                        | Father of Terror             | 18 marzo 2000        | 129                  |
| 24 | L'ultimo guardiano                      | The Last Sasquatch           | 20 marzo 2000        | 120                  |
| 25 | Rivalità                                | Beast Within                 | 25 marzo 2000        | 130                  |
| 26 | Un licantropo speciale                  | Crackerjack                  | 27 marzo 2000        | 121                  |
| 27 | Un eroe venuto da lontano               | Target: Hero                 | 1º aprile 2000       | 131                  |
| 28 | Missione in Giappone                    | Whatever Fitz                | 3 aprile 2000        | 122                  |
| 29 | Area 51                                 | Area 51                      | 5 aprile 2000        | 124                  |
| 30 | Il nemico è tra noi                     | Vodun Among Us               | 8 aprile 2000        | 132                  |
| 31 | La pioggia                              | Rain                         | 15 aprile 2000       | 133                  |
| 32 | Scontro frontale - Prima parte          | Showdown: Part 1             | 17 aprile 2000       | 125                  |
| 33 | Il mostro del ghiaccio                  | Devil Inside                 | 22 aprile 2000       | 134                  |
| 34 | Scontro frontale - Seconda parte        | Showdown: Part 2             | 24 aprile 2000       | 126                  |
| 35 | Realtà virtuale                         | Back Spin                    | 29 aprile 2000       | 136                  |
| 36 | Terzo grado                             | Third Degree                 | 6 maggio 2000        | 135                  |
| 37 | La rivelazione                          | Conspiracy Revealed          | 13 maggio 2000       | 137                  |
| 38 | Faccia a faccia                         | Confrontation                | 20 maggio 2000       | 138                  |
| 39 | La nuova Alleanza - Prima parte         | Numbered Days: Part 1        | 27 maggio 2000       | 139                  |
| 40 | La nuova Alleanza - Seconda parte       | Numbered Days: Part 2        | 3 giugno 2000        | 140                  |

## L'esca - Prima parte
- Titolo originale: The Bait: Part 1
- Regia: Bradley Charles Rader
- Sceneggiatura: Bob Forward, Rick Ungar
- Trama: Le Banshee vengono interrotte durante l'esecuzione di una loro traditrice dall'intervento dell'Alleanza e come risultato la prigioniera riesce a fuggire. Il giorno dopo Nick Logan, un cacciatore di taglie, viene assoldato per catturare una preda dall'apparenza comune ma che si rivela essere un Licantropo, nonostante ciò l'uomo porta a compimento la missione e consegna l'obbiettivo al suo cliente: lo sceriffo Jefferson Trueblood, il quale risponde a sua volta agli ordini del generale Rinaker che con questo esperimento ha constatato l'abilità di Logan di vedere oltre le illusioni aliene. Confuso dall'indisponibilità di Trueblood verso le sue domande Logan si reca alla casa di riposo di Roseburg da suo padre Walter, che anni addietro gli insegnò proprio come difendersi dai Licantropi. Scopre così dall'uomo che gli alieni esistono e sono sulla terra da anni, per proteggere l'umanità venne creata l'Alleanza, una società segreta cui fa capo proprio Rinaker e che si occupa di tenere tutto nascosto e sotto controllo da più di 50 anni. Walter, non del tutto libero di parlare indirizza il figlio a Roswell dove troverà risposte, nonché la nuova preda affibbiatagli dall'Alleanza: Sh'lainn Blaze la Banshee traditrice, da essa apprende che suo padre era un membro dell'Alleanza e cercò di creare la pace tra gli umani e le Banshee ma la loro regina, Mab non volle ascoltarlo. In seguito i due si trovano in un fuoco incrociato tra le Banshee e L'Alleanza da cui riescono a sfuggire per miracolo. Si rendono conto di essere l'uno l'esca per attirare l'altro allo scoperto e poter essere neutralizzati dai loro rispettivi inseguitori, uniti dallo stesso tipo di problema i due decidono di collaborare per sopravvivere e cercare risposte.

## L'esca - Seconda parte
- Titolo originale: The Bait: Part 2
- Regia: Bradley Charles Rader
- Sceneggiatura: Bob Forward, Rick Ungar
- Trama: In viaggio verso Roswell Sh'lainn rivela a Logan che conobbe suo padre 25 anni prima e che lui e la sua famiglia vivevano proprio a Roswell, ciò è in contrasto con i ricordi di Nick, che è convinto di essere cresciuto in California, a complicare le cose è il fatto che la Banshee sostenga che Walter Logan sia sparito nel nulla nel 1978, mentre Nick lo sa residente della casa di riposo di Roseburg e ci ha parlato il giorno prima. Arrivati al luogo dove Sh'lainn ritiene fosse la casa dei Logan tuttavia emerge la sconcertante verità: Logan è effettivamente cresciuto lì e l'uomo che per anni ha creduto suo padre non lo è affatto; il vero Walter Logan scomparve 21 anni prima dopo essersi recato verso una luce bianca sulla sommità di una collina. Rinaker intanto riesce a localizzarli e fa bombardare il posto preoccupato che seguendoli le Banshee arrivino a Roswell, dove sorge la sede dell'Alleanza. Nuovamente sopravvissuti i due scoprono la base dell'organizzazione ma a questo punto Sh'lainn decide di separarsi da Nick per non metterlo ulteriormente in pericolo, difatti le Banshee sono arrivare a Roswell e riescono a catturare l'ex-compagna accusata di tradimento in quanto desiderosa di pace tra la sua razza e gli umani, mentre la regina Mab considera tutti gli uomini malvagi e ripudia la loro tecnologia poiché capace di privare le Banshee dei loro poteri. Logan infuriato penetra nella base dell'Alleanza, ruba un loro veicolo e li costringe a seguirlo, quindi si dirige verso le Banshee in soccorso all'amica. Lo scontro che ne segue porta alla liberazione di Sh'lainn e alla cattura di un buon gruppo di Banshee, impressionato dai risultati della collaborazione Rinaker offre ai due l'opportunità di unirsi all'Alleanza ed essi accettano dopo che Nick ha chiesto a Rinaker dove sia suo padre e questi risponde che non lo sa: sono anni che investigano sulla sua scomparsa.

## Missione in montagna
- Titolo originale: Mountain Retreat
- Regia: Tom Tataranowicz
- Sceneggiatura: Greg Johnson
- Trama: Logan e Sh'lainn vengono assegnati alla loro prima missione come agenti dell'Alleanza, Rinaker ordina loro di recarsi sulle Himalaya per chiarire il mistero legato alla scomparsa di una loro pattuglia e di un gruppo d'alpinisti. Dei due solo la Banshee sembra prendere sul serio il compito, dato che Nick è convinto siano semplicemente dispersi da qualche parte o sommersi da una valanga. Quando però vengono attaccati da una misteriosa creatura ed il loro campo base distrutto, l'Alleanza manda in loro soccorso Fitz e Nema. Il gruppo viene in breve catturato un membro alla volta da Ti-Yet, Guardiano del clan degli Yeti, popolo rifugiatosi tra i monti della Terra per sfuggire alla schiavitù dei Licantropi ed impedire ai loro ex-padroni di recuperare la potente bomba EMP (meccanismo in grado di mutare la polarità di un pianeta) sottrattagli durante la loro fuga. Per perseguire questi scopi gli Yeti hanno ibernato chiunque si fosse addentrato nel territorio della catena montuosa negli ultimi 250 anni e lo stesso ha fatto con Nema, Fitz e Sh'lainn ma Logan riesce a convincerlo di essere dalla sua parte dicendogli che anche lui vuole solo proteggere il suo popolo, i due fanno amicizia ma poco dopo l'Alleanza, che ha stretto un accordo col capo dei Licantropi, Ruck, porta i suddetti alieni sul posto perché recuperino la bomba con la promessa che la riconsegneranno a loro, Ruck tuttavia ha ben altri progetti e tradisce l'alleanza per potersi impadronire dell'EMP. Logan aiuta Ti-Yet a far fuggire la sua gente con l'ordigno e trattiene i Licantropi abbastanza a lungo da far arrivare le squadre di soccorso di Rinaker. Le persone ibernate vengono liberate dalla loro prigionia ed i Licantropi vengono catturati così come Ti-Yet. Logan però, mantenendo la fedeltà verso l'amico mente a Rinaker dicendogli che Ti-Yet è l'unico Yeti che viveva su quelle montagne e non c'era nessuna bomba. Impedendo così che il generale continui le ricerche.

## L'androide
- Titolo originale: Troubled Past
- Regia: Tom Tataranowicz
- Sceneggiatura: Greg Johnson, Richard Mueller
- Trama: Logan riceve una chiamata dall'uomo che ha creduto a lungo essere suo padre e che non riusciva a contattare da più di due settimane, esso si scusa per avergli mentito ma quando Logan gli chiede maggiori informazioni afferma che non è sicuro parlare. Mentre discutono la porta della casa di "Walter" viene sfondata e cade la linea. Subito dopo Logan viene convocato da Rinaker all'Alleanza e richiamato severamente per aver proseguito le indagini su suo padre sebbene non gli fossero state assegnate, i due hanno una discussione e Logan accusa il generale di avergli tenuto nascosta la verità su suo padre ed averlo rimpiazzato con uno sconosciuto senza averne diritto, Rinaker afferma che l'ha fatto per proteggerlo ma rifiuta di spiegargli da cosa. Infuriato Logan continua le sue indagini da solo (poiché si sente tradito da Sh'lainn, la quale dà ragione al generale) e segue le tracce lasciategli dal padre adottivo, misteriosamente sparito nel nulla, fino a raggiungere l'Area 51. Qui ritrova Sh'lainn, che lo avverte del pericolo in cui si trova per aver disobbedito nuovamente a Rinaker, Logan dichiara di non fidarsi più di lei ma quando essa scoppia in lacrime decide di crederle e proseguire le sue indagini con attenzione, scopre così un bunker sotterraneo presso l'Area 51 e penetratovi libera una creatura meccanica umanoide che sembra dargli la caccia; lui e la partner vengono soccorsi da Trueblood, che li teneva d'occhio per ordine di Rinaker, Logan accusa però Sh'lainn del pedinamento. Rinaker rivela a Logan che la creatura liberata è un assassino sintetico creato dagli alieni che fecero sparire suo padre ed ora sulle sue tracce poiché in possesso del suo DNA. La creatura mette in allarme il bunker dell'Alleanza e costringe Rinaker e Logan alla fuga, ma dopo che li ha raggiunti all'esterno rivela che la sua preda non è altri che il generale. Il droide ad ogni modo viene distrutto dall'intervento di Sh'lainn che si fa esplodere con esso per dar prova della sua lealtà verso Nick. I segreti del droide sono persi per sempre e Rinaker afferma di non aver mentito su chi fosse l'obbiettivo tra lui e Logan, sostenendo che la creatura fosse stata riprogrammata. Ad ogni modo la Banshee è sopravvissuta e Logan promette a Rinaker che scoprirà cosa gli nasconde.

- Note: l'episodio è un riferimento al film Predator, infatti l'aspetto dell'androide e la sua abilità di mimetizzarsi nell'ambiente ricordano molto le caratteristiche degli Yautja.

## Una residenza esclusiva
- Titolo originale: Peacemaker
- Regia: Bradley Charles Rader
- Sceneggiatura: Martha Moran
- Trama: Un gruppo di Licantropi fa irruzione nella tenuta del ricco industriale Michael Verhooven a Silicon Valley in Colorado e prende in ostaggio due persone che vi si trovavano per un party. Le poche riprese dell'assedio giunte al telegiornale mostrano un uomo che tenta eroicamente di riprendere in mano la situazione fallendo, ma gli occhi di Logan rivelano trattarsi a sua volta di un Licantropo. Sh'lainn è convinta sia pacifico e vorrebbe parlarci prima che l'Alleanza intervenga a sedare la situazione con mezzi pesanti, i due ottengono così da Rinaker due ore per liberare gli ostaggi a modo loro prima di intervenire. Giunti sul posto fanno conoscenza con Lobo, che si dichiara un Licantropo ribelle deciso a portare la pace tra le razze della terra, attirando così l'affetto di Sh'lainn e la gelosia di Logan. A seguito di una discussione i due si dividono ed entrano separatamente nella villa, ma mentre Logan scopre che i Licantropi sono lì per ordine di una terza persona e rintraccia il numero con cui li contatta, Sh'lainn scopre di essere stata raggirata ed attirata in trappola da Lobo e solo l'intervento di Nick riesce a salvarla. Riappacificatisi l'uomo e la Banshee si recano nei sotterranei dell'abitazione, dove trovano Verhooven, che si rivela essere sia il committente dei Licantropi sia un Vampiro ribellatosi al suo capofamiglia, Hanek, ed intenzionato a far esplodere Silicon Valley, e con essa l'Intralcom (società gestita dai Vampiri), usando l'assalto alla sua villa come copertura, l'intervento provvidenziale dei due riesce a sventare i suoi piani.

## La bomba degli yeti
- Titolo originale: Snowman's Chance
- Regia: Bradley Charles Rader
- Sceneggiatura: Bob Forward
- Trama: Durante il trasferimento in una nuova cella Ruck tramite uno stratagemma riesce ad eludere la sicurezza delle guardie e penetrare nella cella di Ti-Yet. Dopo avergli iniettato il veleno di un Vampiro (che lo costringe ad obbedirgli) si fa rivelare l'ubicazione della bomba EMP e dunque scappa intenzionato a recuperarla. Quando all'Alleanza arriva un messaggio dagli Yeti che comunica come i Licantropi si siano impossessati della bomba e nel farlo l'abbiano attivata, Rinaker decide di inviare Ti-Yet in missione con Logan e Sh'lainn in quanto unica persona capace di disattivarla col suo DNA. Dopo una rissa in un magazzino abbandonato adibito a bar dai Licantropi, Logan e Ti-Yet riescono a farsi condurre da Ruck su una piattaforma petrolifera, qui vengono raggiunti dalla Banshee ed a seguito di una battaglia coi Licantropi riescono a disattivare la bomba ed a ricatturare il leader dei Licantropi. A seguito di questo successo l'Alleanza prende l'EMP sotto la sua custodia e Rinaker stringe un patto con Ti-Yet nel quale lo Yeti si impegna a servire l'Alleanza in cambio dell'immunità del suo popolo nella guerra tra le razze della Terra.

## L'incidente
- Titolo originale: The Roswell Incident
- Regia: Tom Tataranowicz
- Sceneggiatura: Doug Molitor
- Trama: Roswell, Nuovo Messico 4 luglio 1947: Il generale Arthur Logan fa sganciare un finto UFO sulla città, qui lo sceriffo Jackson Trueblood ed il mandriano Adrian Gomez posizionano dei finti corpi di alieni per distrarre le autorità federali giunte sul posto, mentre l'allora capitano James Rinaker da un comunicato stampa che dichiara si sia trattato solo di un pallone aerostatico. Il mondo intero si insospettisce, l'incidente di Roswell diviene leggenda e come programmato dai quattro uomini nessuno noterà più la verità sulla presenza aliena sulla terra: l'Alleanza è nata.
Nel presente tuttavia, riemerge un satellite nascosto, che parrebbe aver registrato tutti gli avvenimenti di quella giornata. Immediatamente l'Alleanza entra in allarme, e mentre Fitz e Nema cercano di nascondere la vera origine dell'oggetto ai talk show, Logan, Sh'lainn, Trueblood e Ti-Yet sequestrano un'astronave dei Licantropi e si recano in volo sul satellite col fine di renderlo inoffensivo. Mentre il secondo gruppo riesce a raggiungere l'obbiettivo il primo fallisce ed il governo lancia uno shuttle per ispezionare il satellite, di fatto non reclamato come proprio da nessun paese del mondo. Prima che arrivi lo shuttle Logan visiona i computer a bordo del satellite in cerca del video datato 1978 in cui suo padre scomparve, prima che ci riesca però Trueblood disattiva il computer per ordine di Rinaker e posiziona una carica esplosiva, il motivo è che una navicella dei Vampiri si sta dirigendo verso di loro più velocemente dello shuttle e con l'intento di distruggerli, dato che è stata proprio l'Intralcom (società gestita da Hanek) a posizionare il satellite ed ora non vuole perdere i dati registrativi. Nonostante gli imprevisti il gruppo riesce a far schiantare il satellite a terra provocandone la distruzione e l'Alleanza sistema un nuovo satellite da far ispezionare al governo, il quale sarà trovato innocuo. Logan riesce a salvare una copia del video registrato dal satellite ma, una volta riportata sulla Terra ed inserita nei computer dell'Alleanza le immagini si rivelano essere state misteriosamente cancellate.

## Troppi misteri
- Titolo originale: Fusion Breed
- Regia: Tom Tataranowicz
- Sceneggiatura: Ken Pontac
- Trama: Logan viene assegnato ad una missione a Menfield, Nuovo Messico assieme a Fitz, Nema e la dottoressa Petrovic per indagare sulla misteriosa scomparsa di Rinaker, che svolgeva delle indagini autonome sul luogo a seguito di misteriose sparizioni di bestiame. Arrivati sul posto e divisisi in due squadre, Nema e Fitz trovano una città completamente deserta e finiscono per essere rapiti anche loro mentre Logan e la dottoressa Petrovic trovano le tracce di una razza aliena sconosciuta risultata dalla fusione tra il DNA delle formiche e quello di un'altra specie aliena la cui identificazione risulta impossibile alla Petrovic; ricongiuntisi con Rinaker scoprono da lui che le creature sono state create dagli alieni in un laboratorio ma tre settimane prima sono scappate ed hanno iniziato a moltiplicarsi e colonizzare il sottosuolo rapendo gli abitanti e cibandosene. Grazie a un destabilizzatore molecolare trovato da Rinaker nel laboratorio dove sono nate le creature tuttavia, Logan riesce a ucciderle ed a liberare gli abitanti tenuti prigionieri, sebbene il generale sembri ancora una volta mantenere un certo riserbo sulle sue indagini il pericolo sembra scongiurato. Nel finale però si vede una misteriosa figura in scafandro recuperare due uova e portarle via con sé in una cassa col logo dell'Alleanza.

- Note: In questo episodio non compare Sh'lainn Blaze.

## I minotauri
- Titolo originale: Bounty Wars
- Regia: Charles Bastien
- Sceneggiatura: Simon Furman
- Trama: Sh'lainn ha un incubo in cui viene inseguita da un mostro ed il suo partner ha il viso della morte. Terrorizzata, fugge nel cuore della notte. Il giorno successivo al bunker dell'Alleanza Fitz, Nema e Trueblood sono in allarme in quanto Mab ha liberato due Minotauri; cacciatori di taglie spaziali tenuti in stato di sospensione criogenica dalle Banshee e liberati ogni tanto per dare la caccia ad un obbiettivo. Nonostante siano portatori di grossi guai, Logan viene tenuto fuori dalle indagini per non trasformarla in una "guerra tra cacciatori di taglie", quando scopre che la sua partner è l'obbiettivo dei Minotauri e che è fuggita perché lui e l'Alleanza non corressero rischi, tuttavia decide di rintracciarla e salvarla. La Banshee nel frattempo viene localizzata ed aggredita dai due Minotauri, che si mettono a litigare tra di loro poiché Mab ha promesso la libertà solo a chi le porterà il corpo di Sh'lainn, mentre la ragazza fugge approfittando del momento in cui Logan arriva a sua volta sul posto e neutralizza il Cerbero che i due usavano come segugio, le truppe dell'Alleanza giungono sul posto, ma Trueblood dà ordine agli agenti di restare sul luogo del primo scontro per sistemare i danni. Nema, coperta da Fitz, decide di andare comunque in soccorso dell'amica contravvenendo agli ordini e, mentre Logan combatte da solo uno dei due Minotauri, le due donne fuggono dall'altro che riesce a raggiungerle, neutralizza Nema ed insegue Sh'lainn, la quale viene però raggiunta ed uccisa dall'altro Minotauro, che ha già eliminato anche Logan e quindi rispedisce il compagno nel sonno criogenico e porta la sua vittima alla regina Mab; la quale sembra soddisfatta finché non si rende conto che Sh'lainn è ancora viva ed il Minotauro che gliel'ha portata non è lo stesso che ha liberato lei, bensì Nick Logan, che dichiaratosi il miglior cacciatore di taglie sulla piazza immobilizza Mab e prima di lasciarla andare la minaccia che se manderà qualcun altro a cercare di uccidere Sh'lainn lui le darà la caccia e ucciderà lei.

- Note: Questo è l'unico episodio della serie in cui non compare il generale Rinaker.

## Emergenza nella foresta pluviale
- Titolo originale: Chupacabra
- Regia: Charles Bastien
- Sceneggiatura: Michael A.Medlock
- Trama: San Paulo, Messico 1975: un covo di alieni pacifici desiderosi di unirsi all'Alleanza viene contattato da Walter Logan, che tuttavia si rivela essere un impostore con indosso una maschera che mette una bomba nell'edificio e li uccide tutti, in seguito fugge per le strade e viene aggredito da un Vampiro il quale rimane intossicato dal suo sangue (di colore verde) e si trasforma in un mostro.
Al presente nella foresta pluviale un gruppo di uomini della Intralcom vengono aggrediti da una strana creatura che chiamano Chupacabra; Logan, Sh'lainn, Fitz e Nema vengono mandati ad indagare. Dopo essere scampati ad una frana, Logan e Sh'lainn trovano un traghettatore che li porta ad un'antica città di Vampiri dove risiede il mostro noto come Chupacabra, che in realtà è il Vampiro mostrato nel flashback, il quale è divenuto deforme e psicotico e si è autoassegnato il ruolo di difensore della foresta pluviale. L'essere tra una farneticazione e l'altra fa intendere che il finto Logan era un alieno ed i suoi simili volevano bruciare la foresta pluviale per indebolire il pianeta esattamente come sta facendo ora la Intralcom, ragion per cui Logan pensa che siano i Vampiri, che scopre anche responsabili del rapimento del suo patrigno. Mentre fa domande al Vampiro, Fitz lo avverte che Rinaker ha mandato delle truppe a bombardare la città per uccidere la creatura, l'uomo e la Banshee fanno in tempo a fuggire e garantire la fuga anche al traghettatore e al Chupacabra, cui Logan dà il suo telefono di modo da poterlo intercettare e fargli altre domande. Ricongiuntosi a Nema e Fitz assieme alla partner, tuttavia, appena telefona al Chupacabra lo sente gridare dall'altro capo della cornetta che "Il finto Logan l'ha trovato". Seguito il segnale fino alla fonte il gruppo trova i resti carbonizzati della creatura: qualunque cosa sapesse ora è perduta per sempre e la foresta pluviale ha perso il suo protettore.

## Conto alla rovescia
- Titolo originale: Countdown
- Regia: Bradley Charles Rader
- Sceneggiatura: Don Gillies
- Trama: Sh'lainn ha un malore improvviso durante una riunione burocratica dell'Alleanza e prima di svenire comunica che entro 12 ore secondo la visione appena avuta moriranno tutti gli agenti all'interno del bunker. Nonostante inizialmente Logan ritenga sia una semplice reazione della Banshee allo stress inizia ad avere dei dubbi quando in seguito Rinaker autorizza un'operazione di recupero di una nave spaziale non identificata precipitata sul pianeta; cerca quindi di convincere il generale a smantellarla in quanto potrebbe costituire il pericolo di cui ha avuto visione Sh'lainn ma l'uomo resta inamovibile sulla sua idea di esaminarla. La sera Sh'lainn esce dall'infermeria e si reca nel deposito in cui è contenuta la navetta ma vi trova il misterioso uomo in scafandro che la stordisce e la fa avvicinare alla navicella tanto da innescare un meccanismo di difesa capace di farla esplodere, Nonostante l'intervento di Logan che giunge previdenziale per evitare i danni autodistruttivi della navicella però, Sh'lainn continua a sostenere che tutti moriranno entro l'alba per causa sua. Logan è attonito ma si fida di Sh'lainn quando questa lo supplica di chiedere una roccia Ur a Mab. Poco dopo Sh'lainn si muta in una massa rigida di ferro vivente ed inizia ad inglobare a sé tutta la tecnologia nel bunker dell'alleanza attaccando indistintamente chiunque le stia intorno, per sedare il problema Rinaker opta l'abbattimento della Banshee ma Logan riesce ad ottenere una proroga per andare in Irlanda a prendere la roccia Ur assieme all'agente Ling. Pur non ottenendo l'aiuto sperato da Mab, i due recuperano la roccia grazie a Shrian e salvano Sh'lainn dalla cosiddetta "Maledizione del Ferro" (Iron Death). Sfortunatamente la Banshee non ricorda più la visione avuta toccando la misteriosa navicella e l'identità dell'uomo in scafandro resta un mistero.

## La grande fuga
- Titolo originale: Vodun Rising
- Regia: Bradley Charles Rader
- Sceneggiatura: Greg Johnson
- Trama: Trueblood comunica all'Alleanza che Logan e Fitz sono morti nello svolgimento della loro missione; mentre Sh'lainn e Nema cercano di consolarsi reciprocamente per la morte dei loro compagni tuttavia, Rinaker intercetta le coordinate di volo del veicolo dei due e lo fa abbordare trovandovi però a bordo solo due cadaveri e le apparecchiature manomesse.
Due giorni prima di tutto ciò i due agenti erano stati assegnati alle Hawaii in un'isola dove era sbarcata una navicella Vodun, giunti sul post i due ebbero un atterraggio di fornuna e trovarono la navetta in questione in una cascata, completamente svuotata dalle capsule per la sopravvivenza dei Vodun in cui essi viaggiano. Di fatto le creature avevano instaurato sull'isola una dittatura per cui gli umani li veneravano come Dèi e cercavano di recuperare le loro capsule per riceverli al proprio interno come ospiti. Quando lo scoprirono Logan e Fitz vennero catturati dai Vodun. È a questo punto che Trueblood andato sul posto a cercarli senza successo dà la notizia della loro morte all'Alleanza. Ma la verità è ben diversa: i due insidiatisi nella base dei Vodun riuscirono infatti a decimarli, farla saltare e costringere alla fuga Ung-han ed Hagadza i quali presero il loro veicolo e ne rubarono le apparecchiature prima di abbandonarlo lasciandovi solo i loro ex-corpi ospiti, che dunque sono i due cadavei trovati all'inizio. Mentre Logan e Fitz vengono ritrovati e portati al bunker dell'Alleanza per ricevere le adeguate cure mediche.

## Il fuggitivo - Prima parte
- Titolo originale: The Conduit: Part 1
- Regia: Charles Bastien
- Sceneggiatura: Simon Furman
- Trama: Logan diventa sempre più ossessionato dalla ricerca di suo padre e dell'uomo che lo ha impersonato per anni, tanto che gli altri agenti dell'Alleanza iniziano a lamentarsi delle sue continue indagini personali e metodi poco ortodossi. Nel momento in cui Rinaker gli ordina di prendersi una vacanza Logan diventa irascibile e burbero al punto da prendersela anche con Sh'lainn, la quale preoccupata per la sua salute sosteneva l'idea del generale. Poco dopo l'ex-cacciatore di taglie riceve un biglietto da parte del Condotto, incuriosito cerca nei computer dell'Alleanza dati riguardanti il gruppo e scopre che Rinaker gli ha tenuto segreta la loro esistenza. In seguito viene nuovamente contattato dal Condotto, che gli fissa un luogo d'incontro. Logan riesce dunque a fuggire dal bunker dell'Alleanza sebbene ostacolato da Ti-Yet e Trueblood su ordine di Rinaker, che visto il fallimento fa esplodere una bomba precedentemente installata sulla sua auto senza riuscire tuttavia a fermare l'uomo, che arriva sul posto dell'incontro e fa la conoscenza di Gauling e Choaf. I due lo introducono al Condotto: ovvero un centro di raccolta per gli alieni che non desiderano schierarsi nella guerra tra le razze della Terra, lo stesso Walter Logan cercò in passato di fondere il gruppo di alieni benintenzionati all'Alleanza, ma inaspettatamente poi li tradì piazzando una bomba nel loro covo come visto nell'episodio 10. Logan è convinto che si sia in realtà trattato di un alieno sotto mentite spoglie ma Gauling lo ritiene improbabile e, prima che possa essere convinto del contrario l'Alleanza li raggiunge ed inizia a bombardare l'edificio. Solo il sacrificio di Gauling riesce a permettere ai suoi compagni, guidati da Choaf e Logan, di riuscire a fuggire per le fogne, dove comunque vengono raggiunti da Trueblood e nuovamente salvati dall'arrivo di Sh'lainn. L'uomo si scusa con la Banshee per il suo comportamento ed i due, riappacificatisi conducono il Condotto fino in strada, dove prima di essere nuovamente raggiunto dall'Alleanza Logan ammette di aver sbagliato a considerare gli alieni il suo vero nemico.

## Il fuggitivo - Seconda parte
- Titolo originale: The Conduit: Part 2
- Regia: Charles Bastien
- Sceneggiatura: Simon Furman
- Trama: Logan e Sh'lainn si dividono dal Condotto per dar loro la possibilità di fuggire, difatti l'Alleanza è interessata solo a loro due e per questo lascia fuggire gli alieni per inseguire le coppia fino al museo, dove vengono soccorsi e portati al sicuro da Sith (lo svitato di Roswell) che rivela d'essere stato un agente dell'Alleanza anni addietro, e che venne allontanato proprio poiché troppo assetato di verità. Alleatisi i tre decidono di penetrare al bunker dell'Alleanza e smascherare tutte le loro cospirazioni e tranelli. Raggiunto l'interno vengono tuttavia bloccati da uno scontro a fuoco con Trueblood e i suoi uomini, Sh'lainn decide di restare indietro per permettere ai compagni di proseguire e prima che si separino bacia Logan. Fortunatamente per lei Trueblood si limita a stordirla, intanto Logan raggiunge l'ufficio di Rinaker e lo tiene sotto tiro mentre Sith accede ai computer dell'Alleanza. Finalmente Logan si confronta con Rinaker, rivelando di non essersi mai fidato di lui e dei suoi modi, in tutta risposta il generale afferma di aver sempre fatto solo il necessario per difendere il pianeta e che Sith sta solo cercando di far esplodere il nucleo del bunker. Quando Logan si accorge della veridicità delle parole del generale è troppo tardi, la detonazione è già innescata e Sith si rivela essere uno Shadoen, l'unica razza aliena che, a detta di Rinaker, Logan non può vedere, fortunatamente, con la collaborazione di Sh'lainn e Ti-Yet, Nick riesce a carbonizzarlo nel reattore stesso scongiurando l'esplosione. Prima di morire tuttavia lo Shadoen afferma di non averlo affatto tradito, e che suo padre si trova nel Livello Omega. Rinaker decide infine di dimenticare quanto successo e riammettere Logan e Sh'lainn nell'Alleanza nonostante i loro errori, la fiducia di Logan verso il generale sembra aumentare, nonostante sia ora conscio che non tutti gli alieni siano malintenzionati. Successivamente, pur cercando il Livello Omega nei file dell'Alleanza, l'ex-cacciatore di taglie non riesce a trovare nulla.

## La regina delle banshee - Prima parte
- Titolo originale: Queen of the Banshee: Part 1
- Regia: Tom Tataranowicz
- Sceneggiatura: Meg McLaughlin
- Trama: Mab dopo aver ricevuto un messaggio da Sh'lainn che fissa il luogo per un loro incontro si reca all'appuntamento e qui cade vittima di un'imboscata e viene rapita sotto gli occhi della figlia Shrian; nel frattempo a Parigi, nelle fogne di Champs-Élysées Logan e Sh'lainn catturano un terrorista Vampiro riuscendo a salvare solo una delle sue vittime. Sh'lainn rimane turbata quando perfino lo spregevole Vampiro le rivolge parole di disgusto chiamandola "traditrice della sua specie" e dunque, Logan per consolarla la porta in una discoteca e la invita a ballare, la Banshee tuttavia si scatena troppo e perde il controllo dei suoi poteri finendo per danneggiare le apparecchiature sonore, imbarazzata e sconsolata fugge per i vicoli di Parigi e finisce per essere aggredita dai Licantropi che scaraventano il sopraggiunto Logan giù da un parapetto e vengono in seguito sconfitti dalla Banshee, a questo punto si presentano Le messaggere di Mab le quali le comunicano che è stata scelta da clan per essere la nuova regina nonostante il suo esilio in virtù della sua forza d'animo, visto lo stato emotivo in cui versa, la Banshee accetta e viene dunque teletrasportata fino alla dimensione occultata delle consorelle ed incoronata "Regina Sh'lainn" con una fastosa cerimonia. Quando Logan riesce a trovare il modo di accedere alla dimensione occultata viene tuttavia accolto in malomodo dalla neo-regina, in quanto ha scoperto dalle testimonianze di Shrian che i rapitori di Mab sono gli uomini dell'Alleanza e, dunque si prepara a muovere guerra contro di loro.

## La regina delle banshee - Seconda parte
- Titolo originale: Queen of the Banshee: Part 2
- Regia: Tom Tataranowicz
- Sceneggiatura: Meg McLaughlin
- Trama: Sh'lainn, ubriaca di potere, muove le sue consorelle contro il generale Rinaker e i suoi uomini senza dare ascolto a Logan. In realtà Mab è stata rapita da Varla su ordine di Hanek, che contava di allontanare le creature dalla loro dimensione occultata per potervi penetrare e sradicare l'Albero della Luce, fonte della vita di ogni Bashee. Mentre Sh'lainn tiene in ostaggio Rinaker e cerca Mab nella sede dell'Alleanza, Logan scopre che in realtà non è la sua partner che sarebbe dovuta divenire regina, ma Shrian, la sola figlia di Mab e la sola Banshee rimasta indietro dalla battaglia. Essa non era d'accordo con il piano che il consiglio ha adottato, ma le sue consorelle volevano eleggere Sh'lainn regina poiché guidasse l'attacco contro l'Alleanza in quanto più sacrificabile della figlia di Mab; scoperto questo l'uomo fa pressione sul sentimento d'amicizia che lega Shrian a Sh'lainn e la convince a liberarlo perché possa aiutarle giusto in tempo per l'arrivo dei Vampiri nella dimensione occultata (i quali vi sono penetrati tramite dispositivo tecnologico). Intanto Sh'lainn non solo scopre che Rinaker non ha rapito Mab, ma anche il piano dei Vampiri, a questo punto il generale le fa notare che può scegliere se salvare la regina o la dimensione occultata dalle grinfie nemiche, e la costringe così a scendere a patti ed invocare il suo aiuto in cambio del suo ritorno permanente tra le file dell'Alleanza, la Banshee dunque si reca con le consorelle alla dimensione occultata dove sconfigge Varla e gli altri vampiri assieme a Logan, cui chiede scusa per il suo atteggiamento, mentre Rinaker e Trueblood salvano Mab dalla fortezza dei Vampiri.

## La riunione
- Titolo originale: The Partnership
- Regia: Dan Fausett
- Sceneggiatura: Ian Weir
- Trama: Rinaker incarica Logan e Fitz di insinuarsi alla riunione fra le tre più importanti famiglie di Vampiri per poter finalmente catturare Hanek. I due dunque, insieme alle rispettive partner Sh'lainn e Nema partono dunque per Rockford Heights nel Tennessee, la città natale di Fitz. Mentre Logan prende la faccenda sul personale in maniera estremamente seria poiché intravede la possibilità di ritrovare il suo patrigno, lo scanzonato Fitz rincontra la sua ex dei tempi del liceo, Joanna, e riallaccia la loro vecchia relazione ingelosendo Nema. Intanto Logan trova uno dei tre capifamglia e neutralizzatolo prende il suo posto sfruttando il fatto che i Vampiri non vedono oltre gli ologrammi che usano per sembrare umani e, dunque, non si riconoscono tra loro. Mentre Logan e Fitz si mescolano tra i Vampiri però, Joanna li vede e, credendo che Fitz sia un gangster, fugge disgustata per finire tra le grinfie di Hanek, che osservando la scena ha compreso il piano dei due e dunque schiavizza Joanna con il suo veleno per averla in suo potere e usarla come ostaggio in caso lo attaccassero, attira l'attenzione della polizia per impedire a Rinaker di mandare dei rinforzi ed infine smaschera i due davanti agli altri Vampiri. Nonostante il generale ordini la ritirata, un furibondo Fitz decide di agire comunque in autonomo per salvare Joanna da Hanek, Logan impressionato dal coraggio dell'uomo lo segue nell'impresa che si conclude positivamente anche grazie alla disperata distrazione fornita da Nema ai poliziotti. Tuttavia Hanek riesce a scappare e Fitz, sentendosi colpevole chiede alla sua partner di raccontare a Joanna che è morto durante un'operazione sotto copertura per la CIA di modo da uscire per sempre dalla sua vita e non metterla più in pericolo.

## Il cucciolo
- Titolo originale: The Cub
- Regia: Dan Fausett
- Sceneggiatura: Mark Hoffmeier
- Trama: Logan e Sh'lainn prendono parte ad un'operazione dell'Alleanza per ispezionare un vecchio magazzino che Rinaker ritiene essere un deposito d'armi dei Licantropi, scoperto che il generale ha ragione gli danno il via libera per il bombardamento dell'edificio, tuttavia realizzano poco dopo di aver preso un abbaglio e che in realtà si tratta di un ospedale per Licantropi. Pur non riuscendo a dare la notizia in tempo per impedire il bombardamento i due riescono a salvare una femmina incinta: Kara, la compagna di Ruck, che muore di parto dando ala luce Athos ed implorando i due agenti di prendersene cura e portarlo dal Condotto perché cresca lontano dalla guerra. I due le danno la loro parola e dunque crescono il cucciolo tenendolo segreto all'Alleanza, il Licantropo però cresce ad una velocità estremamente elevata e raggiunge le sembianze di un bambino di otto anni in soli due giorni, inoltre assume le stesse fattezze di Logan poiché in lui identifica la figura paterna. L'Alleanza li scopre e cattura Athos provocando la rabbia di Logan, Rinaker spiega però che il cucciolo è un alieno e dunque un nemico, mentre discutono sul da farsi, un furibondo Ruck ruba un velivolo dell'Alleanza e lo riprogramma per tornare alla base e dunque attaccarli nel loro bunker per vendicare la morte di Kara e del suo cucciolo. Rinaker manda tutti gli agenti a tentare di impedire al nemico di localizzare la loro base, anche Logan si unisce alle truppe portando con sé Athos, di modo da riportarlo al suo vero padre facendosi promettere che rispetterà la volontà materna e ponendo così fine all'ira del Licantropo. A malincuore Logan è costretto quindi a dire addio a ciò che per lui ormai era divenuto un figlio.

## Tutto è bene quel che finisce bene
- Titolo originale: Amok Vampire
- Regia: Tom Tataranowicz
- Sceneggiatura: Dennis Haley, Marcy Brown
- Trama: Varla, la donna di Hanek, tradisce il potente Vampiro per sete di potere e costituisce un gruppo di ribelli per spodestarlo. Durante un'operazione contro di loro Logan viene colto dalla rabbia ed insegue Varla prima dell'arrivo dei rinforzi per ottenere informazioni sull'ubicazione del suo padre adottivo, nel farlo lascia Sh'lainn indietro ad affrontare da sola gli altri Vampiri e, sebbene riesca nell'impresa, risulta infine troppo indebolita per opporsi a Varla una volta raggiunto il partner, come risultato la Vampra riesce a ferire la Banshee ed a fuggire. Nonostante apparentemente l'operazione sia stata un successo quasi completo il danno è più grave di ciò che appare: Varla ha assaporato il potere del sangue Banshee ed ora è compatibile geneticamente con una di loro, quindi attira in trappola Sh'lainn e unisce il suo DNA con quello della Banshee mischiando il reciproco sangue. Nei giorni successivi entrambe iniziano a subire mutazioni fisiche che le portano a divenire ibridi Banshee-Vampiri con le capacità di entrambe le specie senza però nessuna delle loro debolezze. Forte dei nuovi poteri acquisiti Varla attacca la Intralcom e riesce ad accecare Hanek all'occhio destro e costringerlo alla fuga, nel frattempo sopraggiungono Logan e Sh'lainn, la quale è ormai fuori di sé e si unisce a Varla contro gli agenti dell'Alleanza. I poteri combinati delle due Banshee-Vampiro si rivelano effettivamente troppo grandi per qualunque mezzo dell'Alleanza, tanto che le due, in preda a un delirio di onnipotenza abbattono ogni soldato di Trueblood e perfino Logan. Tuttavia quando Varla si getta al collo dell'uomo e lo avvelena Sh'lainn rinsavisce e l'attacca, Varla però, non potendo uccidere con le sue mani la consorella decide di ordinare a Logan (sotto l'effetto del veleno della Vampira) di farlo, nel momento in cui sta per premere il grilletto tuttavia Sh'lainn gli confessa di averlo sempre amato, in questo modo l'uomo rinsavisce e spara a Varla, la quale cade in uno stato catatonico. I tre vengono recuperati dall'Alleanza e dal corpo di Varla vengono estratte delle sostanze che, grazie agli studi della dottoressa Petrovic permettono di decodificare la cura per la mutazione di Sh'lainn e riportarla alla normalità.

## La creatura del Sole
- Titolo originale: Spot
- Regia: Dan Fausett, Gregg Davidson
- Sceneggiatura: Warren Greenwood
- Trama: Fitz rintraccia il luogo in cui, prima di morire, Hanek aveva teletrasportato il padre adottivo di Logan, un vecchio magazzino della Intralcom con un livello di radiazioni gamma interne sopra la norma. Visto l'alto rischio corso dal patrigno, Logan e Sh'lainn vi si recano senza avvertire Rinaker, finendo così in una trappola dei Vampiri. Gli alieni hanno infatti attirato un Sunspot (una creatura divoratrice di soli o processi termonucleari in generale) attraverso le radiazioni extra emesse dal loro reattore al fine di intrappolare Logan e ucciderlo per vendicare la morte di Hanek. Fortunatamente "Walter" si sacrifica per allontanare la creatura e dare alle truppe dell'Alleanza il tempo di portare via i due loro agenti. Logan, desideroso di vendetta nei confronti della creatura che ha causato la morte del patrigno, scopre da Rinaker che quei parassiti viaggiano di galassia in galassia e che quello che vogliono fare i Vampiri (ora guidati da Dorn) è catturarne uno e "addomesticarlo" poiché divori e spenga il loro più mortale nemico: il sole. Allontanato dal caso poiché sentimentalmente coinvolto, Logan ruba il reattore nucleare portatile del professor Alascano ed attira la creatura nel deserto di Roswell per ucciderla con un'arma sottratta ai Vampiri, prima che possa compiere il suo intento però viene raggiunto da Sh'lainn, che gli fa capire come, se ora agisse in quel modo, diverrebbe lui il vero mostro poiché il Sunspot in realtà è solo una creaturina confusa e lontana da casa. L'uomo e la Banshee aiutano dunque la creatura a fuggire dopo essere stata nuovamente catturata dai Vampiri e la portano nel bunker dell'Alleanza perché venisse aiutata e seguita da Alascano tramite l'alimentazione del nucleo centrale dell'Alleanza: l'unica fonte d'energia di cui si può nutrire senza prosciugare. Qui, Logan riceve una comunicazione riguardante il suo patrigno, la squadra di ricerca non ha infatti trovato nessuna traccia di "Walter" nelle macerie dell'edificio ed è dunque probabile che l'uomo sia ancora in vita.

## I giganti
- Titolo originale: When Giants Walked the Earth
- Regia: Bradley Charles Rader
- Sceneggiatura: Joe Pearson, Jeff Conner
- Trama: In Africa un gruppo di archeologi si avventura in una cavità montuosa e ritrova un misterioso robot antropomorfo con un unico oblò nella testa infilzato da un palo di legno. Tra i ricercatori è stata infiltrata Nema, la quale cerca di dissuadere i compagni di spedizione dal rimuovere il palo di legno per vedere dentro la macchina mentre Rinaker manda le squadre di soccorso al fine di prelevare il macchinario e allontanare gli archeologi; tuttavia il tentativo della donna fallisce e nella colluttazione che ne segue il palo di legno viene rimosso ed il robot, fino ad allora inerte si risveglia. Quando arrivano sul posto Logan, Sh'lainn e Fitz trovano solo macerie e scoprono da un archeologo superstite che il Ciclope è andato via portando con sé Nema ed il capospedizione, i quali sembrano essere stati ipnotizzati. Mentre Sh'lainn racconta ai compagni la leggenda dei Titanici, una razza pacifica che proteggeva il cosmo dalla malvagità degli Shadoen e che si dice avesse due Ciclopi come vassalli, il Ciclope porta i due umani ipnotizzati ad una sorta di tempio nascosto nella roccia, qui attiva un computer e scarica dei dati nel suo cervello positronico. Durante l'operazione viene raggiunto dalle truppe dell'Alleanza guidate da Trueblood, i quali sono però ostacolati da Nema e dal capospedizione degli archeologi che, in pieno potere del Ciclope, li aggrediscono e rubano un loro mezzo per fuggire dopo aver dato all'androide il tempo di finire la sua operazione ed andarsene in tutta calma forte della sua totale invulnerabilità ad ogni arma dell'Alleanza. Dalle analisi sul computer dei Titani non risulta rimasto un solo dato, tuttavia trovano le coordinate del loro velivolo rubato e lo seguono ad Atene, dove Nema risveglia il secondo Ciclope e fugge nuovamente. A questo punto Logan decide di vederci chiaro e, su consiglio di Kraker si reca da un esperto storico, il quale gli racconta la leggenda di Atlantide, la civiltà sprofondata negli abissi nel XV secolo, che lui collega alla leggenda dei Titani e dei Ciclopi. Su consiglio dell'uomo l'ex-cacciatore di taglie si dirige, assieme a tutta l'Alleanza, sull'isola di Santorini, ma una volta giunti la situazione degenera: i due Ciclopi si rincontrano dopo secoli e attivano una sorta di obelisco collegato ad un ancestrale tecnologia che alza una barriera difensiva attorno a entrambi e fa emergere dalle acque un cannone al plasma gigantesco, le truppe dell'Alleanza sono tagliate fuori e gli unici agenti che riescono a penetrare la barriera prima che venga completamente alzata sono Logan, Fitz e lo stesso Rinaker, il quale (sceso in campo di persona per la prima volta nella serie) riesce con un solo colpo all'oblò ad abbattere uno dei due Ciclopi liberando le loro vittime d'ipnosi. Rinaker e Logan si dirigono poi ad affrontare fianco a fianco il secondo droide mentre Nema riprende i sensi ed afferma che stanno commettendo un errore: anni addietro i Titanici tentarono di salvare l'umanità dagli Shadoen costruendo i Ciclopi, le sole chiavi d'avviamento della sola arma capace di sterminarli, ella sostiene che i Ciclopi sono dalla parte dell'umanità e stanno agendo frettolosamente poiché gli Shadoen sono tornati all'attacco. Rinaker tuttavia puntualizza che i Ciclopi distrussero Atlantide con la stessa arma che stanno per usare nuovamente e che se davvero gli Shadoen fossero tornati l'Alleanza lo avrebbe saputo. Logan si convince che Nema è ancora sotto controllo mentale del Ciclope e lo colpisce all'occhio vitreo distruggendolo mentre Rinaker riesce ad abbattere la barriera permettendo il salvataggio dei suoi agenti prima del crollo dell'obelisco. La teoria del generale viene confermata, l'arma avrebbe provocato un'inondazione se attivata e Nema era sotto controllo mentale del Ciclope, inoltre rassicura che se anche il cannone servisse realmente ad eliminare gli Shadoen non ci sarebbe stato motivo di usarlo, poiché non vi è traccia di loro sul pianeta salvo per il defunto Sith. Nell finale dell'episodio viene tuttavia mostrata una minacciosa flotta stellare diretta verso la terra, le navi di cui è composta sono identiche a quella recuperata dall'Alleanza ai Vampiri.

## Il disco volante
- Titolo originale: Flying Saucer Down
- Regia: Bradley Charles Rader, Chuck Patton
- Sceneggiatura: Peter David, Bill Mumy
- Trama: Durante una festa di premiazione per il giornalista Karl McGavin precipita un disco volante, l'uomo si mette subito ad indagare sull'evento assieme all'ex-moglie Bonnie Ash, il velivolo è precipitato proprio nell'hotel in cui si teneva la festa e ne emerge una creatura che dichiara di essere venuta proprio per McGavin. Sono presenti anche Logan, Nema e Fitz che si finge un militare assieme a Trueblood, essi trasformano l'hotel in una zona sorvegliata, danno la caccia alla creatura per tutto l'edificio e lo catturano ma apparentemente Bonnie e Karl riescono a raggiungere l'elicottero con cui l'Alleanza cerca di trasportarlo lontano e nella confusione aprono la tuta spaziale e l'alieno si rivela essere Sh'lainn. L'opinione pubblica classifica l'incidente come un attacco terroristico ma la verità degli eventi è ben diversa: l'Alleanza aveva infatti intercettato il volo fuori dall'atmosfera terrestre e compresa la sua rotta di collisione si era preparata per accoglierlo, mentre Fitz e i finti militari tenevano la gente distratta infatti Logan ed altri agenti davano la caccia all'alieno, il quale una volta catturato riesce a scappare ed allora Sh'lainn lo impersona per confondere l'opinione pubblica. L'alieno fuggiasco tuttavia riesce a raggiungere Karl McGavin ed a dargli un dischetto rivelando il vero motivo della sua visita: far sì che l'uomo attraverso i file consegnatigli riveli al mondo intero le cospirazioni di Roswell! L'Alleanza riesce all'ultimo minuto a sopraffare l'alieno e catturarlo e l'uomo cui egli ha dato il dischetto si rivela essere Fitz travestito. I file vengono distrutti e ufficialmente l'alieno (che aveva rivelato a Logan di sapere dov'è suo padre) viene dato per morto in un secondo tentativo di fuga, ma anche questo si rivela essere falso: Rinaker ha fatto infatti rinchiudere il visitatore nelle prigioni più profonde del bunker dell'Alleanza, l'alieno lo minaccia che un giorno esporrà la verità, il generale risponde che non ne ha dubbi e per questo non gli permetterà di rivedere mai più la luce del sole.

## La chiave antica
- Titolo originale: Father of Terror
- Regia: Bradley Charles Rader
- Sceneggiatura: Douglas Booth
- Trama: Rinaker ordina a Logan e Sh'lainn di recarsi in Egitto a Il Cairo per monitorare l'attività di alcuni Vampiri autonomi, la missione si prospetta semplice e perciò i due la prendono come una sorta di vacanza, mentre Nema approfitta dell'occasione per presentare il suo ragazzo, Fitz, ai suoi genitori. Il colloquio si rivela imbarazzante a causa dell'immediata antipatia del Professor Perrera per il giovane, tuttavia poco dopo la famiglia Perrera viene aggredita dai Vampiri, i quali rapiscono Nema per sfruttare il suo corredo sanguigno unico al mondo capace di risvegliare un Vampiro millenario: Sethaka, il padre della paura. Sfortunatamente il Vampiro torna alla vita e schiavizza Nema con l'intento di farne la sua compagna, successivamente attiva un droide a forma di sfinge e si appresta alla conquista del mondo. Fitz è costretto a rivelare ai Parrera la verità sull'Alleanza, cosa che li unisce nella missione di soccorso per Nema. Logan, Sh'lainn, Fitz e i Perrera si uniranno per riportare Sethaka nel suo sonno millenario, nel frattempo il Vampiro utilizza una macchina per l'interferenza satellitere con cui schiavizzare l'intera umanità, fortunatamente Fitz riesce a riportare Nema alla ragione e Rinaker manda le truppe di soccorso in tempo per impedire la catastrofe e carbonizzare Sethaka nella sua stessa macchina. Il professor Perrera da la sua benedizione a Fitz ed accetta di coprire quanto avvenuto affermando che le esplosioni sono state solamente il risultato di un attentato terroristico.

- Note: In questo episodio Rinaker non compare direttamente ma solo di schiena e si inquadra la sua ombra nella scena finale.

## L'ultimo guardiano
- Titolo originale: The Last Sasquatch
- Regia: Bradley Charles Rader
- Sceneggiatura: Dough Molitor
- Trama: In California un gruppo di boscaioli viene attaccato da una misteriosa creature dall'aspetto simile a Ti-Yet ma di pelo scuro. L'essere non si lascia dietro testimoni e per questo quando l'Alleanza giunge sul posto per controllare. Nema ipotizza si tratti solo dell'ennesimo attacco Banshee, tuttavia Fitz decide di falsificare la presenza di Bigfoot per alimentare le storie popolari, ignaro del fatto che la creatura responsabile dell'attacco, Su-Ak si trovi ancora nei paraggi e per giunta li aggredisce dopo aver constatato il loro legame con l'odiato Ti-Yet. Quando Logan e lo Yeti vengono mandati sul posto ad indagare da Rinaker tramite una serie di flashback emerge la verità: anni addietro gli Yeti e i Sasquatch erano entrambi schiavizzati dai Licantropi su una nave che trasportava l'ultima carica EMP, la stessa arma che distrusse il pianeta Yeti. Saputolo, Ti-Yet diede vita a un'insurrezione contro i Licantropi e liberò tutti gli schiavi con l'intento di fuggire dalla loro naviella portandosi dietro la bomba. Riuscita la prima parte del piano, Ti-Yet divenne un eroe per entrambe le specie, tanto da attirare l'invidia di Su-Ak (il Guardiano dei Sasquatch) il quale, accecato dalla rabbia, scese a patti coi Licantropi e, fatti fuggire sia gli Yeti che i Sasquatch su navicelle di salvataggio si trattenne con Ti-Yet sulla nave e fuggì con una terza navicella di salvataggio lasciandolo in balia dei Licantropi; essi tuttavia fecero fuoco sulle navette in fuga e prima che Ti-Yet riuscisse a fermarli, facendo precipitare sulla Terra la nave licantropa, distrussero quella su cui viaggiavano i Sasquatch. Su-Ak, avendo assistito impotente alla morte dei suoi simili, impazzì dal dolore e piuttosto che convivere con la consapevolezza di aver involontariamente causato l'estinzione della propria specie si convinse che fosse stato Ti-Yet a sparare, per vendetta contro di lui, e da allora incominciò a odiarlo profondamente. Ad ogni modo sia la navicella degli Yeti che quella di Su-Ak atterrarono sulla Terra, assieme alla nave licantropa di cui Ti-Yet fu l'unico sopravvissuto. In seguito lo Yeti fu recuperato da Ri-Un presso l'Himalaya, dove vi resterà per 250 anni fino agli eventi dell'episodio 3. Raggiunto il posto lo Yeti e l'ultimo dei Sasquatch si affrontano in un epico duello sulla cima di una cascata e qui Su-Ak, dopo essere stato obbligato ad accettare che Ti-Yet non centrasse nulla, decide di suicidarsi gettandosi nel vuoto per non vivere col rimorso di essere il solo responsabile dell'estinzione della sua specie.

- Note: Questo è il secondo episodio in cui non compare Sh'lainn Blaze.

## Rivalità
- Titolo originale: Beast Within
- Regia: Bradley Charles Rader
- Sceneggiatura: Katherine Lawrence
- Trama: L'agente Ling, da sempre invidioso dell'abilità di Logan di vedere oltre le illusioni aliene porta all'esasperazione tale atteggiamento nel momento in cui l'ex-cacciatore di taglie gli salva la vita. Assetato di potere e di riscatto Ling si reca ad un locale notturno di nome Club Cheval, luogo di cui è venuto a conoscenza tramite mail e che promette ai suoi visitatori di divenire più che semplici umani. Tuttavia giunto sul posto viene avvicinato da Hagadza e cade in una trappola dei Vodun, i quali hanno trovato, grazie ad Ung-han, il modo di vivere nei corpi umani viventi, tuttavia il metodo è piuttosto brutale e per questo hanno selezionato Ling come esperimento primario iniettando nel suo corpo il migliore guerriero Vodun: Bagun. Le due entità si sfidano in una lotta mortale nel subconscio di Ling, ma alla fine resesi conto che l'ovvio annientamento reciproco cui andavano incontro non era conveniente per nessuno dei due decidono di giungere a un compromesso: Ling fornirà ai Vodun le sue conoscenze nel campo dell'Alleanza e in cambio Bagun accetta la convivenza nel medesimo corpo. Con l'aiuto di Ling i Vodun penetrano nel bunker dell'Alleanza, qui Logan li intrappola in uno dei magazzini e prova a far tornare in sé l'agente rivale, mentre la mente di Ling entra in conflitto con quella di Bagun tuttavia Rinaker attiva un ordigno che fa detonare il magazzino con i Vodun ancora al suo interno. Logan riesce a sfuggire alla morte per un soffio, mentre Ling viene salvato dai poteri rigenerativi di Bagun, il quale, resosi conto di essere l'ultimo della sua specie decide di finire l'inutile guerra contro gli umani ed entrare al servizio dell'Alleanza rimanendo nel corpo di Ling, con il permesso di quest'ultimo e la complicità di Logan, unico agente in grado di vederlo.

- Note: Questo è il terzo episodio in cui non compare Sh'lainn Blaze.

## Un licantropo speciale
- Titolo originale: Crackerjack
- Regia: George Elliot
- Sceneggiatura: Simon Furman
- Trama: Dopo una battaglia con una coppia di Licantropi Logan scompare misteriosamente e Sh'lainn, che lo aspettava in un ristorante per un appuntamento, si insospettisce e si mette sulle sue tracce memore di una promessa fatta tempo addietro all'uomo, ovvero che se mai fosse sparito per un qualche motivo lei non avrebbe dovuto rivolgersi all'Alleanza o a Rinaker per cercarlo. Quindi la Banshee si rivolge all'informatore invisibile di Logan: il pirata informatico Kraker. Grazie a lui Sh'lainn riesce a rintracciare Logan all'interno di un ospedale usato come base dai Licantropi, qui trova anche Choaf, intenzionato a demolire l'edificio per salvare il Condotto. Confusa e sbalordita la Banshee penetra all'interno del palazzo per salvare il suo partner mentre un gruppo di Licantropi tiene impegnato il Golem, qui rincontra Athos, ormai adulto, e scopre che suo padre Ruck lo ha si mandato a unirsi al complotto, ma gli ha anche imposto di fargli da spia per tutti i loro movimenti e questo è il motivo per cui Choaf desidera il suo annientamento. Logan inoltre era precedentemente stato contattato dal Licantropo in cerca di aiuto quando sia suo padre che il Condotto hanno iniziato a dargli la caccia poiché non può schierarsi da nessuna delle due parti senza tradire l'altra. L'intervento di Sh'lainn e di Logan (cui si ricongiunge) porta tuttavia alla cattura di Ruck e di Choaf ed Ahtos, rimasto senza nessuno che lo possa accogliere tra le proprie file, decide di cavarsela da solo da lì in poi e per farlo Logan gli assegna "il miglior aiuto in cui si possa sperare": Kraker.

## Un eroe venuto da lontano
- Titolo originale: Target: Hero
- Regia: Tom Tataranowicz
- Sceneggiatura: James W. Bates
- Trama: A Chicago fa la sua comparsa un nuovo, misterioso supereroe: Jarak che si comporta come un boy scout e si definisce il protettore dell'umanità. Sospettando si tratti di un alieno, Rinaker ordina a Nema di andare in missione sotto copertura e fingersi una giornalista con lo scopo di ottenere da lui un'intervista ed una possibile confessione sulle sue origini. La donna riesce nel suo intento e scopre che effettivamente Jarak è un alieno proveniente da un pianeta ormai estinto a causa dell'invasione di un'altra razza, e che è stato messo in salvo da suo padre con un'astronave e diretto verso la Terra per salvarla dall'imminente invasione della stessa razza aliena che aveva invaso il suo pianeta: gli Shadoen. Saputo delle sue origini extraterrestri il generale lo fa catturare e lo rinchiude in una prigione con le sbarre di Alcanio (elemento a lui nocivo), scoperto l'inganno di Nema e straziato dalla prigionia Jarak diviene furioso, ma prima che il generale lo uccida Nema, che inizia a provare realmente qualcosa per l'eroe, lo libera e viene da lui presa in ostaggio per fuggire. Inferocito il supereroe minaccia di rivelare al mondo l'esistenza dell'Alleanza, ormai indisposto a sentire qualunque tipo di obiezione anche da parte di Nema. Logan viene incaricato di fermarlo, ma Fitz, preoccupato per la compagna decide di rubare l'esoscheletro all'amico ed affrontare il rivale in prima persona. La battaglia tra i due volge in vantaggio di Jarak, ma prima che uccida Fitz questi viene fermato da Nema, che distrugge il suo simulatore olografico facendogli così riassumere le sue reali sembianze aliene di modo che la gente perda fiducia in lui e fugga spaventata. La donna gli rivela che i terrestri non sono pronti per accettare gli alieni, sia che questi siano invasori, sia che siano eroi. Convinto da tali parole Jarak decide di sparire ed attendere nascosto l'invasione Shadoen, pronto a dare una mano quando sarà necessario. Un'ultima volta Nema si finge reporter per dare la notizia della morte (architettata da lei e Fitz) del protettore dell'umanità.

- Note: Questo è il quarto ed ultimo episodio in cui non compare Sh'lainn Blaze, inoltre è stato girato per intero come un fanservice alle storie di Superman della Golden Age: Jarak ha infatti diverse somiglianze con Superman e parecchie sue pose mimano palesemente quelle del Kriptoniano, inoltre è vulnerabile all'Alcanio come Superman alla Kryptonite ed ha gli stessi poteri del supereroe, perfino l'identità assunta da Nema, Lory Lynch, è un chiaro richiamo a Lois Lane.

## Missione in Giappone
- Titolo originale: Whatever Fitz
- Regia: George Elliot
- Sceneggiatura: Bob Forward
- Trama: Logan e Sh'lainn si occupano di scortare in Giappone un membro della Yakuza catturato dall'ex-cacciatore di taglie, Sago, il quale si rese colpevole tre anni addietro del furto del materiale contenuto in un camion dell'Area 51, il quale non venne mai più ritrovato. Durante il trasporto un gruppo di Yakuza dirotta l'aereo su cui viene trasportato Sago e lo libera nonostante i tentativi dei due di impedirlo. Tuttavia l'operazione si rivela non essere un'evasione ma un'esecuzione, davanti agli occhi di Logan e Sh'lainn difatti, Sago viene divorato da un Oni, il quale riesce in seguito a sfuggire alle truppe dell'Alleanza. L'incidente aereo ha tuttavia rotto a Logan la gamba destra e dunque per investigare sul motivo per cui gli Oni desideravano il silenzio di Sado, Fitz lo impersona approfittando del fatto che essi non abbiano mai visto Logan in faccia. Il piano procede per il verso giusto finché Fitz non scopre la base Oni e viene catturato assieme a Sh'lainn. Logan si fionda al loro salvataggio ancora convalescente e spalleggiato da Nema, la quale confessa finalmente a Fitz ciò che prova per lui con un lungo bacio. In seguito il quartetto penetra nella base degli Oni con uno stratagemma e scopre che ciò che Sago aveva rubato dall'Area 51 era un'astronave aliena identica a quella dell'episodio 11, la quale sta venendo ora studiata dagli Oni per utilizzarne le armi; durante la colluttazione che ne segue gli alieni e gli Yakuza vengono sconfitti e catturati ma l'astronave viene misteriosamente sottratta da terzi.

## Area 51
- Titolo originale: Area 51
- Regia: Tom Tataranowicz
- Sceneggiatura: Jules Dennis
- Trama: Fitz e Nema organizzano un falso avvistamento d'UFO per distrarre le folle e mandano dunque Ti-Yet a disegnare un cerchio nel grano di fronte a una comitiva di appassionati di ufologia che scriveranno un articolo sull'evento dando carne al fuoco. La manovra di ordinaria routine viene spezzata dall'arrivo di un gruppo di aerei militari che inseguono la navicella con cui Ti-Yet aveva inciso il cerchio nel grano, durante l'inseguimento lo Yeti nota che qualcuno sta muovendo il veicolo al posto suo per permettere agli aerei di raggiungerlo ed abbatterlo. Fortunatamente l'alieno sopravvive ma finisce in mano ai militari in questione, di stanziamento all'Area 51. Per impedire al suddetto gruppo di soldati, capitanati da Randall Crow, di scoprire troppo e poter constatare cosa effettivamente sanno sulle attività aliene sulla Terra, Rinaker ordina a Fitz, Nema, Logan e Sh'lainn la missione di recupero dell'astronave e di Ti-Yet tramite penetrazione nell'Area 51. Giunti sul luogo Logan e Sh'lainn riescono a liberare lo Yeti ma scoprono che le difese dell'area sono progettate apposta per evitare la fuga agli alieni (anche specifici come Yeti e Banshee) e vengono dunque scoperti dagli uomini di Crow. Riusciti a rifugiarsi in un laboratorio scoprono il progetto più importante su cui indaga l'Area 51, che apparentemente sembra essere uno scheletro umano. Intanto Fitz riesce a recuperare la navicella e condurre tutti fuori dall'area utilizzandola come mezzo di trasporto dopo aver rimosso la bomba (prevenzione dell'Alleanza in caso di furto dei loro veicoli) che funge da diversivo per seminarli. Logan a rapporto da Rinaker comunica quanto scoperto nell'area, inclusi i dettagli sullo scheletro. L'uomo espone le domande aperte dall'accaduto: chi ha fornito agli uomini di Crow le coordinate per trovare Ti-Yet durante un'operazione organizzata dall'Alleanza? Chi ha sabotato il disco volante per far catturare lo Yeti? E chi ha attivato la bomba sulla navetta? Rinaker decide allora di confidare a logan quello che da tempo è il suo più grande dubbio: c'è un traditore nell'Alleanza.

## Il nemico è tra noi
- Titolo originale: Vodun Among Us
- Regia: Tom Tataranowicz
- Sceneggiatura: Mark Hoffmeler
- Trama: Grazie al sodalizio simbiotico stretto con Bagun l'agente Ling riesce, durante un'operazione dell'Alleanza a salvare la situazione ed impedire ai suoi compagni di finire in una trappola, tuttavia accadono due eventi significativi: essendo una trappola dei Vodun, Bagun capisce di non essere l'ultimo rimasto e a seguito di un faccia a faccia con Hagadza il Vodun prende il controllo del corpo dell'agente per escluderlo dall'evento e tenerlo all'oscuro del contenuto della loro conversazione. La guerriera-pantera è difatti la sola sopravvissuta dopo i fatti dell'episodio 30 e grazia all'aiuto di Bagun riesce nuovamente ad infiltrarsi nel Bunker dell'Alleanza, quando Ling lo scopre Bagun prende completamente il controllo del suo corpo e si ricongiunge ad Hagadza. I due liberano Ung-han (imprigionato tramite ibernazione dall'Alleanza) e attraverso una nuova tecnologia di possessione Vodun riescono a prendere il controllo di Logan, Nema, Fitz, Trueblood, Ti-Yet, il professor Alascano, la dottoressa Petrovic, la Smith-Heisen, Dorian Wyrick e tutti gli agenti dell'Alleanza a parte Sh'lainn e Rinaker, i quali provano da soli a tener testa ai Vodun parassitatisi nei corpi dei compagni. Trovatosi alle strette, il generale decide di far esplodere il bunker per impedir loro di prenderlo, prima della detonazione, tuttavia vengono soccorsi da Ling (o meglio da Bagun) che, combattuto tra la fedeltà alla sua specie e quella verso la "nuova famiglia" trovata nell'Alleanza e nel rapporto simbiotico con Ling, decide infine di schierarsi dalla parte di questi ultimi e muore da eroe sacrificando se stesso tramite un bombardamento di onde sonore che uccide tutti i parassiti Vodun riportando i parassitati alla normalità.

- Note: Questo episodio è un tributo a L'invasione degli Ultracorpi ed in alcune sequenze si serve anche della stessa colonna sonora.

## La pioggia
- Titolo originale: Rain
- Regia: George Elliot
- Sceneggiatura: Bob Forward
- Trama: Volpe Bianca, l'anziano capo di un villaggio di pellerossa giace a letto malato e non può recarsi a pregare gli spiriti nella Grotta della Visione affinché mandino la pioggia, dunque la terra del suo popolo si sta lentamente inaridendo. La situazione degenera quando l'anziana saggia prevede una grande sciagura e Volpe Bianca viene aggredito e sbranato da Ruck. Nel momento del bisogno gli spiriti soccorrono il popolo dei Cha'rak e mandano la visione di tale miseria a Trueblood, che decide di far ritorno al suo villaggio poiché unica persona in grado di aiutare il suo popolo in quanto pronipote di Volpe Bianca. Rinaker, venuto a sapere delle intenzioni del suo braccio destro decide di ordinarne il pedinamento a Logan e Sh'lainn, difatti sospetta che gli "spiriti della pioggia" venerati dal popolo di indiani siano in realtà una razza aliena sconosciuta e ne ambisce la cattura. Ruck intanto, dopo aver rubato a Volpe Bianca la mappa per la Grotta della Visione vi si dirige per potersi impadronire del potere meteorologico degli spiriti. Dopo un lungo inseguimento i due raggiungono il villaggio indiano assieme a Trueblood, tuttavia l'accoglienza data all'uomo non è delle migliori, infatti i Cha'rak lo ritengono un traditore poiché tempo addietro, su ordine di Rinaker aggredì uno degli spiriti durante la visione di Volpe Bianca ed a questo gesto attribuiscono la siccità. Trueblood dichiara di essere venuto per rimediare e si reca alla Grotta della Visione, dove viene ricevuto dagli spiriti in quanto di diritto nuovo leader della tribù, tuttavia Ruck si trovava in agguato nella grotta e penetra nella mente dell'uomo con un macchinario per catturare una delle entità, che si rivelano di fatto non essere alieni ma vere creature soprannaturali. All'ultimo momento però, fortunatamente Logan riesce a connettersi alla medesima macchina cui era connesso Ruck e dare a Trueblood la forza di sconfiggere il nemico, dopodiché gli aspiriti, compiaciuti fanno tornare a cadere la pioggia sulla tribù dei Cha'rak. Trueblood, Logan e Sh'lainn si rendono tuttavia conto che la macchina usata dai Licantropi è una dei progetti del professor Alascano e dunque è stata fornita dal misterioso traditore dell'Alleanza; l'indiano capisce allora di avere ancora delle responsabilità all'Alleanza e di dovervi adempire fino in fondo estirpandovi il male prima di poter tornare dal suo popolo. Sotto la pioggia impetuosa Trueblood si congeda dalla sua gente, che ora lo acclama come nuovo capo.

## Scontro frontale - Prima parte
- Titolo originale: Showdown: Part 1
- Regia: George Elliot
- Sceneggiatura: Simon Furman
- Trama: Il padre adottivo di Logan riesce a fuggire dalla prigionia di Hanek ed a contattare il figlio, tuttavia è inseguito dai Vampiri e quando Logan lo raggiunge è ormai troppo tardi e gli alieni sono già spariti nel nulla. L'uomo riesce ad ottenere da Rinaker il permesso di infiltrarsi nella Intralcom dove, sebbene venga smascherato in breve tempo riesce a scoprire che la società sta organizzando qualcosa che ha a che fare con le Banshee ed informare Sh'lainn la quale, in apprensione per l'amato, supplica Rinaker di mandare dei rinforzi sul luogo. Trovandosi contro il dissenso del generale decide allora di rivolgersi a Mab per liberare Canmorth, il Minotauro rimasto in vita dopo i fatti dell'episodio 9 al fine di attaccare la Intralcom assieme alle Banshee. In realtà questa reazione era esattamente quanto programmato da Rinaker che era intenzionato fin dal principio ad attaccare la Intralcom ma voleva la collaborazione del maggior numero possibile di forze. Logan nel frattempo scopre un passaggio sotterraneo che collega la Intralcom ad Alcatraz, qui ritrova il padre adottivo che gli dice di essere orgoglioso di lui come se fosse davvero suo figlio, in tutta risposta Nick afferma che non avrebbe potuto desiderare un padre migliore di lui. In seguito si reca alla ricerca di Hanek per aprire con il suo DNA la prigione che tiene rinchiuso il patrigno e trova il laboratorio dei Vampiri nei sotterranei di Alcatraz qui, dopo aver scoperto che la Intralcom sta usando le Banshee come batterie per un teletrasporto a raggio planetario, ha finalmente l'occasione di affrontare Hanek a viso aperto.

## Il mostro del ghiaccio
- Titolo originale: Devil Inside
- Regia: Bradley Charles Rader
- Sceneggiatura: Ian Weir
- Trama: Su un'area di confinamento di massima sicurezza dell'Alleanza posizionata in un'isola dell'Oceano Atlantico due celle d'isolamento si aprono e la tecnologia criogenica che teneva in stasi i prigionieri smette di funzionare per un errore dei computer; come risultato gli Aesiri, una coppia di alieni provenienti da un pianeta dalla gravità decine di volte superiore della Terra e perciò inamovibili, riescono a fuggire. Rinaker mette subito al loro inseguimento Logan, Sh'lainn e Trueblood tuttavia gli indistruttibili alieni si rivelano essere troppo forti per poter venire ostacolati e perciò Logan riesce unicamente a catturare il più piccolo dei due (Loki) tramite un trucco. Loki è un sadico, psicopatico e mellifulo tentatore che servendosi dei suoi poteri telepatici insinua il dubbio nell'Alleanza (sostenendo di essere a conoscenza di chi sia il loro traditore, ovvero la persona che ha manomesso la sua cella criogenica per farlo fuggire) e in Logan (poiché gli rivela che sta venendo manipolato da una persona a lui molto vicina). Nel frattempo il secondo (Odino) si dirige verso l'Artico, deciso a risvegliare il Gigante Dormiente, un'arma organica Aesira posta dalle Banshee in sonno criostatico secoli fa con la disfatta degli inamovibili alieni. Loki riesce a fuggire dalla sua cella una seconda volta senza aver rivelato nulla di più a Logan e, rubata la chiave Aesira per il risveglio del Gigante Dormiente sequestrata dall'Alleanza, si ricongiunge con Odino ed i due riportano in vita la creatura e la muovono contro l'Alleanza manovrandola dall'interno. Fortunatamente Sh'lainn riesce a far crollare la grotta in cui il Gigante era contenuto ed a farlo precipitare assieme agli Aesiri nella lava vulcanica. Con la morte di Loki rimane il dubbio su chi sia il misterioso uomo in scafandro traditore dell'Alleanza, tuttavia Rinaker promette che le sue indagini daranno presto risposta all'enigma.

## Scontro frontale - Seconda parte
- Titolo originale: Showdown: Part 2
- Regia: George Elliot
- Sceneggiatura: Simon Furman
- Trama: La tanto attesa battaglia faccia a faccia tra Logan e Hanek ha finalmente luogo nei sotterranei di Alcatraz, ma all'ultimo momento il Vampiro riesce ad attivare il teletrasporto planetario e torna alla torre della Intralcom facendo catturare Logan dal suo secondo in comando. L'operazione tuttavia gli costa l'ultima Banshee-batteria. Poco dopo Sh'lainn, Mab, Canmorth il Minotauro e le Banshee assalgono la Intralcom ma cadono in una trappola di Hanek e vengono catturate mentre il Minotauro, mai stato realmente intenzionato a prendere parte alla battaglia, ne approfitta per fuggire e dirigersi alla torre della Intralcom in cerca di vendetta verso Logan. L'Alleanza sopraggiunge ed impedisce che i Vampiri portino le Banshee ad Alcatraz per usarle come batterie, nel frattempo, Logan riesce a sfuggire al secondo di Hanek ed affronta nuovamente il Vampiro che riesce un'ennesima volta a fuggire facendo esplodere la torre con Logan all'interno. L'ex-cacciatore di taglie però, nuovamente sopravvissuto insegue Hanek, il quale rapisce Sh'lainn per condurla ad Alcatraz. Nella metropolitana sotterranea presa dal Vampiro dopo il sequestro della Banshee però, Logan viene raggiunto e costretto a combattere da Canmorth che dopo una breve lotta rimane apparentemente ucciso sotto le rotaie del treno. L'Alleanza e le Banshee nel frattempo fanno a pezzi la Intralcom riuscendo a ritrovare la navicella sottratta nell'episodio 22. Nonostante gli ostacoli Logan raggiunge Hanek ad Alcatraz, e viene da questi messo di fronte ad una scelta a tre opzioni: uccidere lui, salvare suo "padre" o salvare la sua amata; Hanek ha difatti collegato tutti e tre al teletrasporto ed ora Logan può scegliere se salvare Sh'lainn dall'essere consumata come batteria, raggiungere la piattaforma di teletrasporto di Hanek o quella di "Walter". All'ultimo momento sopraggiungono Shrian, Fitz, Nema e Ti-Yet che danno a Sh'lainn il tempo per sovraccaricare la macchina e carbonizzare Hanek sciogliendo le sue cellule. Tuttavia il teletrasporto si attiva per "Walter" che sparisce nel nulla. Logan è colto dallo sconforto ma non ha il tempo di tirare il respiro che viene nuovamente aggredito da un Canmorth moribondo, il quale viene sigillato una terza volta da Shrian. Alla fine della battaglia l'Alleanza raccoglie i resti di ciò che un tempo era la Intralcom, durante le operazioni Logan legge su una delle casse in cui i macchinari vengono caricati il simbolo greco Ω: Omega.

## Realtà virtuale
- Titolo originale: Back Spin
- Regia: Bradley Charles Rader
- Sceneggiatura: The Trio
- Trama: Il professor Alascano perfeziona uno strumento capace di manipolare o cancellare i ricordi delle menti umane, pensando che il nuovo macchinario sarebbe utile per il suo lavoro Fitz lo prende di nascosto e, andando contro le indicazioni dello scienziato, lo utilizza per resettare la mente di una donna testimone di uno scontro tra l'Alleanza e i Vodun provocandole uno svenimento. Immediatamente la donna viene portata al bunker dell'Alleanza per gli accertamenti medici e, qui, dopo aver appurato che non ha apportato danni al cervello, emerge che si tratta di un ex-detenuta su libertà condizionale monitorata tramite un dispositivo alla caviglia. Immediatamente i federali si fiondano sul luogo per cercarla e tutto ciò che può fare l'Alleanza è portarla fuori dall'ingresso del bunker, dove viene trovata in stato confusionale dall'FBI. Il danno è fatto e nel giro di ventiquattrore dall'evento il territorio circostante al bunker viene invaso da ufologi convinti di un nuovo sbarco extraterrestre a Roswell. Il che, oltre a limitare la possibilità operativa dell'Alleanza, attira l'interesse della stampa. Nel momento in cui Karl McGavin viene introdotto nel bunker da un agente Licantropo la situazione diviene critica, non per le conseguenze, dato che il Licantropo viene neutralizzato da Logan e McGavin convinto al silenzio da Fitz con conseguente allontanamento dei fanatici radunatisi sul luogo, ma perché viene data conferma dei sospetti di Rinaker: dopo l'evento la locazione del bunker dell'Alleanza è divenuta chiara a tutte le razze aliene della Terra, ed ora è una zona a rischio.

## Terzo grado
- Titolo originale: Third Degree
- Regia: Chuck Patton
- Sceneggiatura: Greg Johnson
- Trama: L'Alleanza deve affrontare la sua crisi più nera e Rinaker per risolvere un problema ancestrale prima di occuparsi del nuovo decide di riunire ad un tavolo Logan, Sh'lainn, Nema, Fitz, il professor Alascano, la dottoressa Petrovic, la Smith-Heisen, l'agente Ling, Dorian Wyrick, Ti-Yet e Trueblood sostenendo che le sue indagini rivelano in modo inoppugnabile che il traditore è uno di loro. Il generale ricorda gli avvenimenti dell'episodio 7, dell'episodio 11 e dell'episodio 24 muovendo le sue accuse contro Logan in quanto ostile all'Alleanza fin dal principio. Inizialmente Logan cerca di discolparsi ma in seguito il generale espone tutte le disobbedienze dell'ex-cacciatore di taglie nel corso della serie: la sua prepotente irruzione nel bunker nell'episodio 1, l'occultamento della fuga degli Yeti con la carica EMP nell'episodio 3, l'adozione di Athos nell'episodio 18, l'errore che portò al morso di Varla a Sh'lainn nell'episodio 23 ed infine come permise allo Shadoen Sith di penetrare nel bunker nell'episodio 14, il tutto in un botta e risposta di accuse che culmina la tensione tra i due personaggi con il primo scatto d'ira di Rinaker, il quale dichiara l'uomo colpevole di tradimento e lo fa confinare nelle celle sotterranee dell'Alleanza.

## La rivelazione
- Titolo originale: Conspiracy Revealed
- Regia: George Elliot
- Sceneggiatura: Randy Littlejohn, Christy Marx
- Trama: Logan, rinchiuso nelle celle sotterranee dell'Alleanza riceve la visita di Sh'lainn, la quale lo conforta per la durezza della sua prigionia e per la sua frustrazione dovuta alla comprensione d'essere stato incastrato e che qualcuno ha manipolato tutta la sua vita poiché finisse dove si trova ora. I due comprendono che la chiave di ogni mistero è il padre biologico di Logan ed a questo punto Sh'lainn corre in soccorso all'amato proponendogli un'unione vitale e psichica che gli permetterà di rimettere ordine nel groviglio confuso delle sue memorie, tuttavia il legame tra i due sarà permanente. L'amore di Logan per la Banshee è tale da autorizzare l'operazione e dunque l'uomo rivive il giorno in cui la sua famiglia stava lasciando il Nuovo Messico, una luce spuntò dalla sommità di una collina, Walter Logan vi si avvicinò e sparì nel nulla... ma stavolta viene mostrato come andò realmente la scena e dopo il forte lampo di luce il piccolo Nick corse dietro al padre per vedere cosa fosse successo ed intravide la sagoma di un uomo. Sebbene l'immagine non lascia capire chi egli fosse il ricordo è ora abbastanza vivido da identificare il suono che sentì quel giorno e che da allora accompagnò ogni suo incubo: il suono delle chiavi di Rinaker. Mentre parlano proprio il generale si presenta sul posto rivelando di essere stato proprio lui a far sparire Walter Logan vent'anni prima sostenendo che era indispensabile farlo in quanto l'uomo voleva dare troppo potere e fiducia agli alieni, furibondo Logan aggredisce Rinaker ma viene fermato da Wyrick e Trueblood che stordiscono ed arrestano anche Sh'lainn. Il generale si rifiuta di dire cosa fece a Walter ed ordina l'allontanamento di Logan e la sua detenzione permanente nel Livello Omega, struttura detentiva segreta situata sull'Atollo di Bikini. Arrivato sul luogo Logan riesce a fuggire grazie ad un'arma fornitagli di straforo da Trueblood, giunge fino alle celle criogeniche e finalmente ritrova suo padre. Nel frattempo Trueblood viene smascherato da Rinaker ed arrestato per insubordinazione, mentre una coalizione formata dal Condotto, dai Licantropi, dai Vampiri e dalle Banshee si appresta ad attaccare la sede dell'Alleanza, accantonando le antiche divergenze per abbattere il nemico comune. I Logan riescono a fuggire dal Livello Omega e vengono intercettati dagli uomini di Crow, che da tempo monitoravano l'Alleanza. Il tenente mostra ai due la ricostruzione fatta al computer per determinare l'identità dello scheletro in possesso dell'Area 51 mostrato nell'episodio 24; il colpo di scena è assicurato quando le suddette spoglie si rivelano appartenere a... James Rinaker.

## Faccia a faccia
- Titolo originale: Confrontation
- Regia: Chuck Patton
- Sceneggiatura: Pamela Hickey, Dennys McCoy
- Trama: Condotto, Licantropi, Vampiri e Banshee si coalizzano e muovono un attacco di massa in grande scala contro l'Alleanza mentre Logan e suo padre assieme agli uomini di Crow si apprestano a fare lo stesso. Intanto Rinaker fa sigillare il bunker come misura preventiva, provocando una reazione paranoica di sfiducia nei suoi sottoposti quando scoprono che ha eliminato anche ogni tipo di comunicazione esterna. Mentre Nema, Fitz, il professor Alascano, la dottoressa Petrovic, l'agente Ling, Dorian Wyrick e Ti-Yet si coalizzano per studiare un piano di fuga, la Smith-Heisen si reca da Rinaker nella speranza di chiarificazioni, ma finisce per scoprire immagini satellitari riguardanti una grande invasione aliena sul computer del generale e dunque viene da esso barbaramente assassinata. Mentre i suoi agenti fuggono all'esterno in segno di sfiducia, Rinaker attiva il processo di fusione del nucleo centrale del bunker e grazie agli uomini dell'Area 51 che tengono occupate le difese esterne automatiche della base Logan riesce a penetrarvi, liberare Sh'lainn e Trueblood e convincere gli agenti rimasti all'interno a evacuare i prigionieri e se stessi, nel giro di pochi minuti l'edificio resta completamente vuoto, l'attacco esterno degli alieni si ferma al vedere la scena. A pochi secondi dall'esplosione Logan raggiunge Rinaker mentre questi sta per fuggire a bordo di un dirigibile. I due si affrontano finalmente faccia a faccia e tutti i misteri crollano non appena Rinaker rivela la sua vera identità di Shadoen (il cui vero nome è Wraith), prima che il potente alieno uccida l'ex-cacciatore di taglie tuttavia interviene Trueblood che intima a Logan di scappare e si trattiene con Wraith in un breve corpo a corpo finendo dilaniato dai suoi artigli. Grazie anche al sacrificio del Sunspot, che muore cercando di contenere l'esplosione del reattore riuscendo a limitarla ma non a impedirla, la sede dell'Alleanza esplode senza lasciare vittime tra gli agenti, e sebbene Wraith sia riuscito a portare a termine il suo piano e privare la Terra della sua maggior difesa, Walter Logan convince tutte le razze aliene precedentemente unitesi contro l'Alleanza, gli agenti sopravvissuti ed i prigionieri liberati ad unirsi contro il vero nemico: Wraith e il suo esercito alieno degli Shadoen.

## La nuova Alleanza - Prima parte
- Titolo originale: Numbered Days: Part 1
- Regia: Tom Tataranowicz
- Sceneggiatura: Simon Furman
- Trama: Wraith si ricongiunge alla flotta Shadoen e si fa da parte per osservare l'invasione iniziare ad opera dello Shadoen Keen, nel frattempo sulla Terra gli agenti superstiti dell'Alleanza si sono uniti agli uomini di Crow ed hanno dato vita a una resistenza guidata dal colonnello Walter Logan assieme al Condotto, ai Licantropi, ai Vampiri, agli Yeti e alle Banshee usando l'Area 51 come base operativa. Grazie alla rete spionistica del Condotto numerosi sono gli aiuti esterni che arrivano da alieni sparsi in tutto il mondo, ed in questo modo anche il patrigno di Logan, che rivela di chiamarsi Nathan Boyer, si ricongiunge con il figlio adottivo e con il vero Walter venendo perdonato e accettato da entrambi. Le navi da guerra Shadoen muovono i primi attacchi alla Terra a base di colpi laser d'ammonimento e Walter muove come controffensiva un attacco nucleare alla nave madre che provoca la morte di Keen. Al posto del comandante in carica subentra dunque Wraith, che già si aspettava una simile mossa ed innalza dunque un campo di forza difensivo intorno alla flotta. Intanto Logan, Sh'lainn, Ti-Yet, Nema, l'agente Ling, Dorian Wyrick e Choaf si recano alla ricerca della carica EMP nascosta prima di morire da Trueblood tra le montagne vicino alla sua terra natia. Sfortunatamente vengono intercettati da una nave Shadoen su previsione di Wraith ed in loro soccorso nello scontro a fuoco arrivano le truppe della Nuova Alleanza, tuttavia né la loro controffensiva né il sacrificio di Jarak impediscono agli Shadoen di localizzare la squadra che trasporta la bomba, costringendo Sh'lainn a distruggere la carica. Almeno apparentemente, poiché in realtà ha distrutto solo una massa di rottami insaccati mentre la vera carica viene portata via da Nema e Dorian (che nello scontro rimane ferito al braccio) e condotta dal professor Alascano. Fitz, non potendo partecipare in prima persona agli scontri per via del braccio rottosi durante la fuga dal Bunker, si assume la responsabilità di moderatore delle divergenze tra le varie razze e riesce a convincere perfino Mab a far collaborare le Banshee coi Vampiri in qualità di "batterie" per la macchina di teletrasporto di Hanek al fine di portare la bomba EMP sulle navi nemiche. Nel frattempo Sh'lainn, Logan e Choaf vengono catturati e portati a bordo della nave madre Shadoen, dove Wraith espone il suo piano di ripiego: far esplodere la Luna.

## La nuova Alleanza - Seconda parte

Lo scontro finale tra Logan e Wraith (la vera forma di Rinaker).

- Titolo originale: Numbered Days: Part 2
- Regia: Tom Tataranowicz
- Sceneggiatura: Simon Furman
- Trama: Il malvagio alieno Wraith progetta di far esplodere la Luna e far cadere i suoi detriti sulla Terra come una pioggia di meteoriti di modo da mettere in ginocchio la resistenza. Nel frattempo il professor Alascano trova il punto debole dello scudo difensivo della formazione stellare Shadoen, unico impedimento per le Banshee di teletrasportare la bomba EMP con il supporto della tecnologia dei Vampiri; sfortunatamente la nave che si addentra nel punto di rottura del campo di forza è destinata a non farvi ritorno integra e chiunque si offra di pilotarla va incontro ad una missione suicida, inaspettatamente Ruck decide di compiere il sacrificio e parte per la sua ultima missione accompagnato da Nathan Boyer. I due riescono nel loro obbiettivo e muoiono abbattendo la barriera difensiva Shadoen, nel frattempo Sh'lainn e Choaf riescono a fuggire grazie a Athos (che aveva preso il posto dell'ex-cacciatore di taglie) i tre arrivano ad uno scomparto della nave Shadoen dove Sh'lainn dirige il teletrasporto delle sue consorelle sulla Terra, facendo giungere all'interno della nave la bomba EMP, Ti-Yet, il colonnello Walter Logan ed il vero Logan. Lo Yeti e il Licantropo portano la bomba nel nucleo della nave Shadoen ma prima che possano essere riteletrasportati a terra Walter si separa dal gruppo e va in cerca di Wraith per regolare il suo conto in sospeso con lui, nonostante le suppliche della compagna Logan decide di fermarsi a sua volta a bordo della nave per salvare il genitore e dunque a tornare indietro sono solo Athos, Ti-Yet e Choaf. La stessa Sh'lainn non ha abbastanza energie per teletrasportare se stessa e cade a terra sfinita. Walter irrompe nella sala comandi ed affronta Wraith armato di esoscheletro, ma la tenuta tecnologica nulla può contro la superiorità fisica del potente leader degli Shadoen, che fa a brandelli l'armatura ed è sul punto di uccidere l'uomo quando viene attaccato da Logan, corso in soccorso del padre. Finalmente l'ex-cacciatore di taglie e il grande burattinaio delle cospirazioni di Roswell si affrontano in uno scontro all'ultimo sangue in cui, malauguratamente, Wraith si mostra ancora superiore ed è sul punto di uccidere la sua nemesi quando in suo soccorso arriva Sh'lainn la quale, rinvigorita dal legame vitale stabilito con Logan, che le conferisce poteri di raddoppiata potenza in sua presenza, riesce a mettere al tappeto il nemico rompendogli le gambe e, successivamente, a rubare una navicella e mettersi in salvo con entrambi i Logan. L'irriducibile Shadoen non si vuole arrendere striscia fino al quadro comandi del cannone puntato verso la Luna, ma, pochi istanti prima che riesca a premere il tasto dell'apocalisse, la carica EMP esplode distruggendo l'intera flotta Shadoen, provocando la morte definitiva di Wraith. Il mondo è salvo ed ora gli esseri umani e le razze aliene abitanti la Terra sono finalmente unite in una vera Alleanza per dar vita ad un futuro migliore.